# Автошлях О 020206
Автошля́х О 020206 — автомобільний шлях довжиною 37.5 км, обласна дорога місцевого значення в Вінницькій області. Пролягає по  Гайсинському району від села Берізки-Бершадські до села Баланівка.